# Morris Ital
El Morris Ital es un automóvil de tamaño medio que fue construido por British Leyland (BL) entre 1980 y 1984.

## Diseño y lanzamiento
El Ital fue presentado el 1 de julio de 1980.  Toma su nombre del estudio ItalDesign dirigido por Giorgetto Giugiaro al que se le encargó el trabajo de reestyling del Morris Marina, producido por la compañía desde 1971.  A pesar de su nombre el rediseño fue básicamente obra de Harris Mann, responsable de diseño de British Leyland, aunque el diseño final efectivamente fue llevado a cabo por italdesing. Originariamente el nombre el coche elegido era Morris Marina Ital, aunque finalmente el responsable de la marca Michael Edwardes insistió en la utilización de Ital para dar modernidad al nuevo modelo.
Si bien el Ital revisaba el diseño exterior, mantuvo los motores 1.3 y 1.7 gasolina del Marina así como su plataforma de propulsión trasera. Incluso el interior se mantuvo inalterado respecto a la última versión del Marina. Compartía algunos elementos cosméticos con otros modelos de British Leyland, como notablemente los faros principales con el Austin Ambassador.
Con la aparición de la nueva carrocería la gama fue simplificada, desapareciendo la versión cupé y manteniéndose únicamente las versiones berlina cuatro puertas y familiar de cinco. Mecánicamente la novedad más destacable fue la aparición de una variante automática con e motor 2.0 de la serie ¨O¨ disponible en la versión tope 2.0HLS de los que sólo se vendieron unas 2000 unidades. En noviembre de 1981 la versión HLS sufrió una redefinición de equipamiento. 
En septiembre de 1982, se hizo una revisión introducida como "Ital nueva gama". Las versiones L y 2.0 desaparecen y los HL y HLS son sustituidos por los nuevos modelos SL y SLX. El cambio más importante fue sin embargo la sustitución de los arcaicos amortiguadores delanteros de palanca por amortiguadores telescópicos convencionales junto a otros cambios en las ballestas de la suspensión trasera y mejoras en la insonorización.  
El Ital fue montado fuera de Reino Unido en Portugal, donde se comercializó como Morris Marina 1.5 D con el motor 1.5 Diésel serie "B" . Se dejó de producir cuando la fábrica de Leyland en Setúbal (IMA) comenzó a fabricar el  Mini Moke.

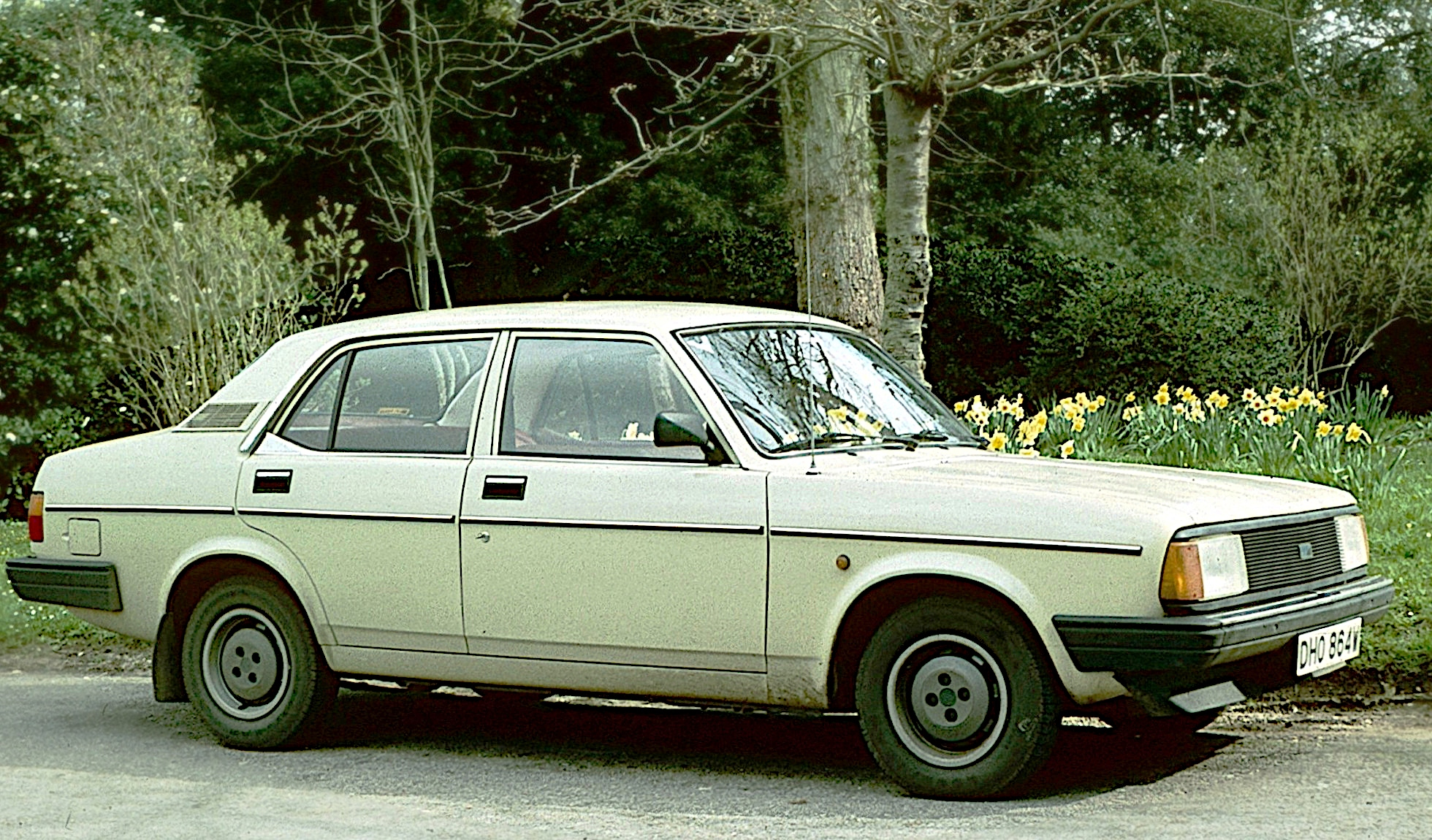
Morris Ital
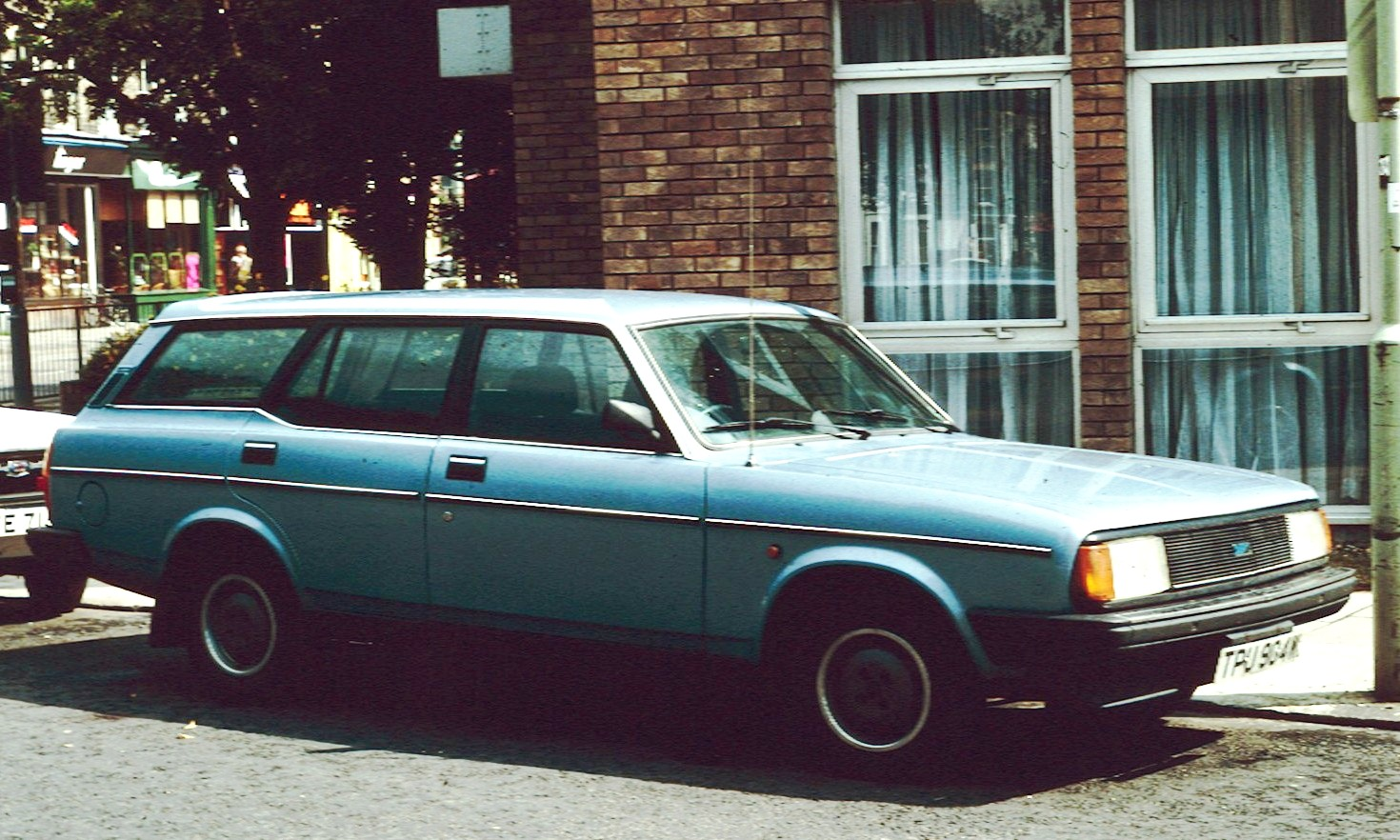
Morris Ital Estate
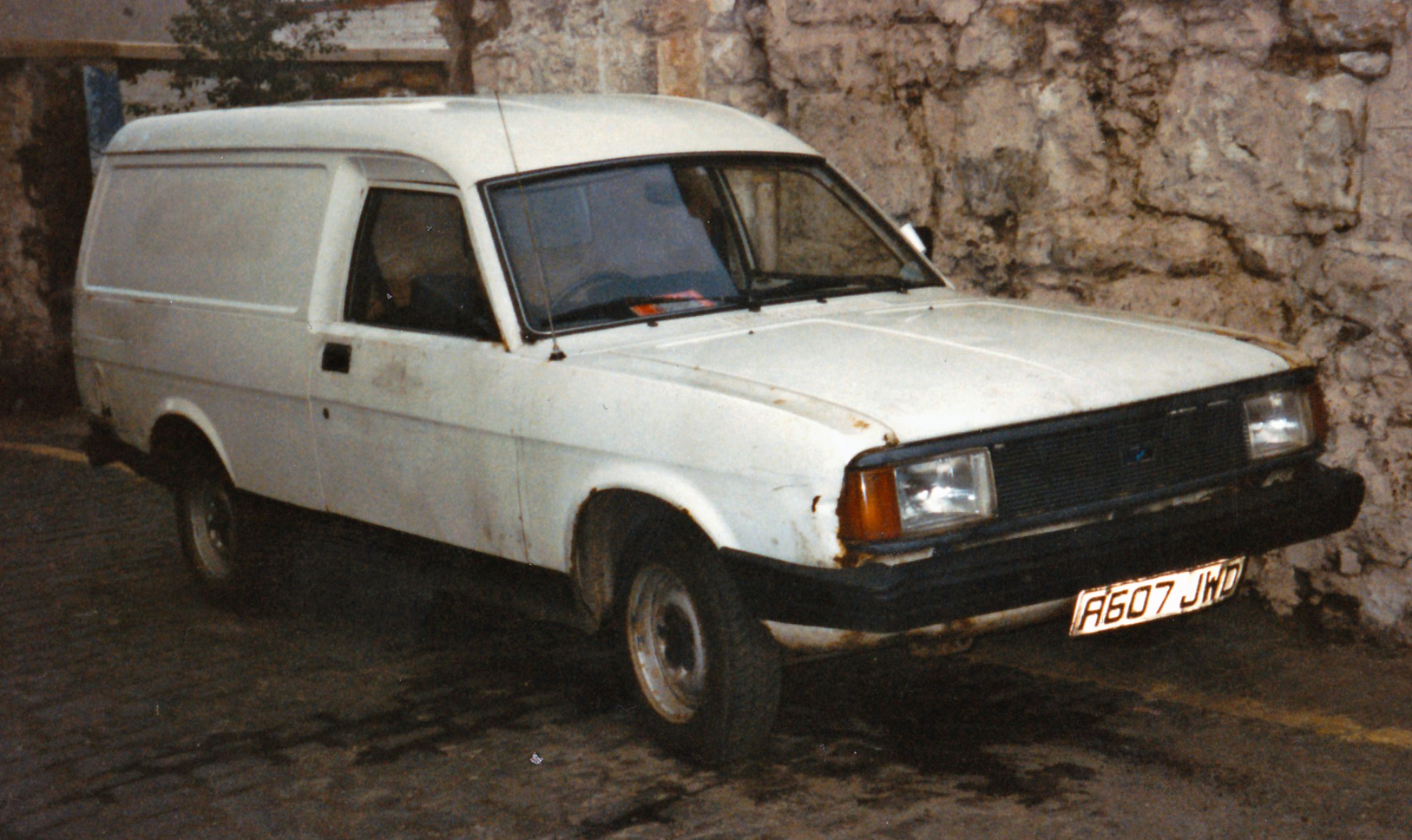
Morris Ital Van